# Blue Paul Terrier

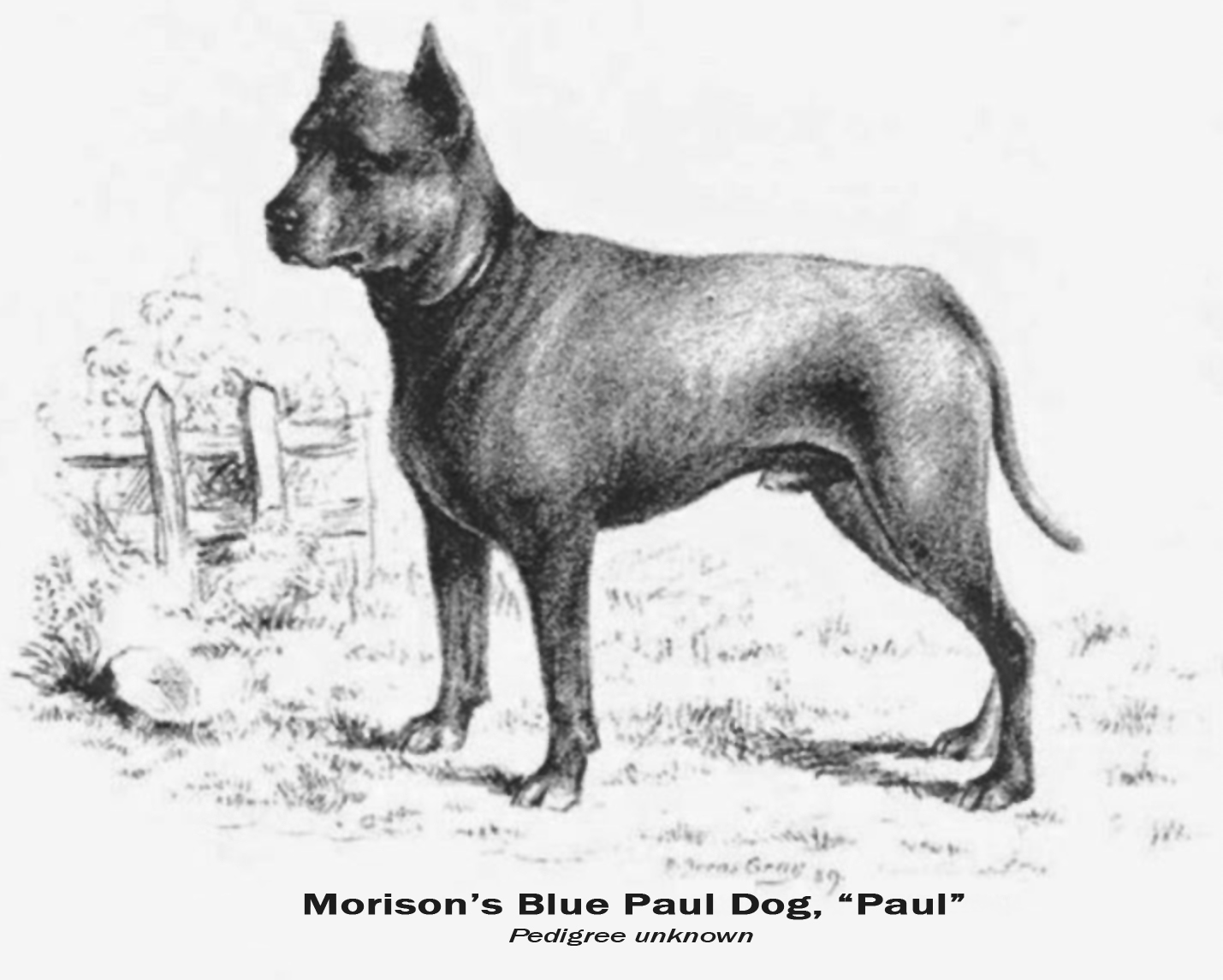
Stampa d'epoca del Blue Paul Terrier

Il Blue Paul Terrier, noto anche come Blue Poll, era una razza di cane originaria della Scozia, che oggi è estinta.
Le origini del Blue Paul Terrier sono controverse, un tempo era numeroso in varie parti della Scozia. 
Una storia delle origini del Blue Paul Terrier è che John Paul Jones li portò dall'estero e quando visitò la sua città natale di Kirkcudbright intorno al 1770. Gli zingari del distretto di Kirkintilloch tenevano i Blue Paul Terrier per i combattimenti tra cani e sostenevano che i cani provenissero dalla costa di Galloway. Una storia più probabile è che un ufficiale militare britannico inviato nell'area di Glasgow portò con sé una cagna Irish Blue Terrier dell'allevamento del conte di Kerry, quando è stato ripubblicato ha lasciato la sua cagna con amici che l'hanno allevata con un toro bianco e un terrier dell'allevamento del Duca di Hamilton per creare la razza. Un'altra storia afferma che la razza discende da una cagna di nome Blue Poll da un villaggio vicino a Newcastle, e che uno scozzese in visita ha acquistato molti dei suoi cuccioli ed è tornato con loro in patria.  
Il Blue Paul Terrier era chiaramente un incrocio bull and terrier che molto probabilmente è stato allevato da bulldog e terrier in Scozia con infusi di altri cani simili portati dall'Inghilterra e dall'Irlanda. La razza era molto popolare in Scozia a metà del XIX secolo, ma ha progressivamente perso popolarità e si ritiene che si sia estinta all'inizio del XX secolo.